# Castillo Imabari
El Castillo de Imabari (今治城 Imabari-jō?) es un castillo que se encuentra en el centro de la ciudad de Imabari de la prefectura de Ehime. También es conocido como Castillo de Fukiage (吹上城 / 吹揚城 Fuki'age-jō?).

## Características
Es un castillo construido en una zona llana y rodeado de fosas cubiertas por agua de mar. Es considerado uno de los tres principales castillos marítimos de Japón.
El castillo actual es una reconstrucción parcial, y el diseño no es el original, tampoco lo es su disposición. Del castillo original sólo se conservan las fosas y el muro de piedra.

## Historia
Su construcción fue iniciada en el año 1602 por Takatora Todo (藤堂高虎 Tōdō Takatora?), y finalizado en el año 1604. Entre los encargados de la construcción del muro de piedra se encontraba Kanbee Watanabe (渡辺勘兵衛 Watanabe Kanbe'e?). Previo a su construcción, el castillo desde el cual se administraba la región de Imabari era　el Castillo de Kokufu (国府城 Kokufu-jō?), sobre el Monte Karako (唐子山 Karako-yama?). Pero se procedió a la construcción del Castillo de Imabari para facilitar el desarrollo de la ciudad.
Las fosas tenían una estructura de tres escalones y estaban cubiertas por el agua de mar, en su momento permitían ingresar al castillo directamente desde el mar navegando a través de ellas. Esta característica estaba en concordancia con la importancia de la Ciudad de Imabari para el tráfico marítimo.